# DM SAT
DM Sat je televizijski kanal zabavnog karaktera u vlasništvu Tonija Bijelića i Dragane Mirković.
Većinu programa čine glazbeni spotovi uz popratne SMS poruke gledatelja. Najčešće se emitiraju pop-folk spotovi uz neznatan dio spotova s ostalih područja bivše Jugoslavije. Također, manji dio programa čine intervjui i emisije o događajima na estradi, kao i tv novele. Poznate emisije: "Što da ne...", "Maksimalno opušteno" i druge.
Uz tv emitiranje, DM Sat se bavi i produkcijom glazbenih spotova i reklama.

## Vanjske poveznice
- Službena stranica